# Liomus albanus
Liomus albanus är en mångfotingart som beskrevs av Ralph Vary Chamberlin 1950. Liomus albanus ingår i släktet Liomus och familjen fingerdubbelfotingar. Inga underarter finns listade i Catalogue of Life.